# Paul i Prosper Henry
| Odkryte planetoidy: 14 | Odkryte planetoidy: 14 |
| ---------------------- | ---------------------- |
| (125) Liberatrix       | 11 września 1872       |
| (126) Velleda          | 5 listopada 1872       |
| (127) Johanna          | 5 listopada 1872       |
| (141) Lumen            | 13 stycznia 1875       |
| (148) Gallia           | 7 sierpnia 1875        |
| (152) Atala            | 2 listopada 1875       |
| (154) Bertha           | 4 listopada 1875       |
| (159) Aemilia          | 26 stycznia 1876       |
| (162) Laurentia        | 21 kwietnia 1876       |
| (164) Eva              | 12 lipca 1876          |
| (169) Zelia            | 28 września 1876       |
| (177) Irma             | 5 listopada 1877       |
| (186) Celuta           | 6 kwietnia 1878        |
| (227) Philosophia      | 12 sierpnia 1882       |

Bracia Paul-Pierre Henry (Paul Henry) (ur. 21 sierpnia 1848 w Nancy, zm. 4 stycznia 1905 w Paryżu) i Mathieu-Prosper Henry (Prosper Henry) (ur. 10 grudnia 1849 w Nancy, zm. 25 lipca 1903 w Pralognan) byli francuskimi optykami i astronomami. Pracowali w obserwatorium paryskim. Odkryli w sumie 14 planetoid (po 7). Zostali odznaczeni Krzyżem Kawalerskim Legii Honorowej.
Na ich cześć nazwano krater Henry na Marsie, krater Henry Frères na Księżycu oraz planetoidę (1516) Henry.